# Kaisa Garedew
Kaisa Elina Garedew, född 19 februari 1978 i Raumo, är en finländsk politiker (Sannfinländarna). Hon är ledamot av Finlands riksdag sedan 2023.
Garedew blev invald i riksdagsvalet 2023 med 5 118 röster från Mellersta Finlands valkrets.